# Pavo (constelación)
Pavo, en latín, y en español el Pavo o el Pavo Real, es una constelación del Hemisferio sur. La constelación fue una de las veinte constelaciones creadas por Pieter Dirkszoon Keyser y Frederick de Houtman entre 1595 y 1597, y apareció por primera vez en el libro Uranometria de Johann Bayer de 1603.

## Historia y mitología

### Historia de la constelación moderna

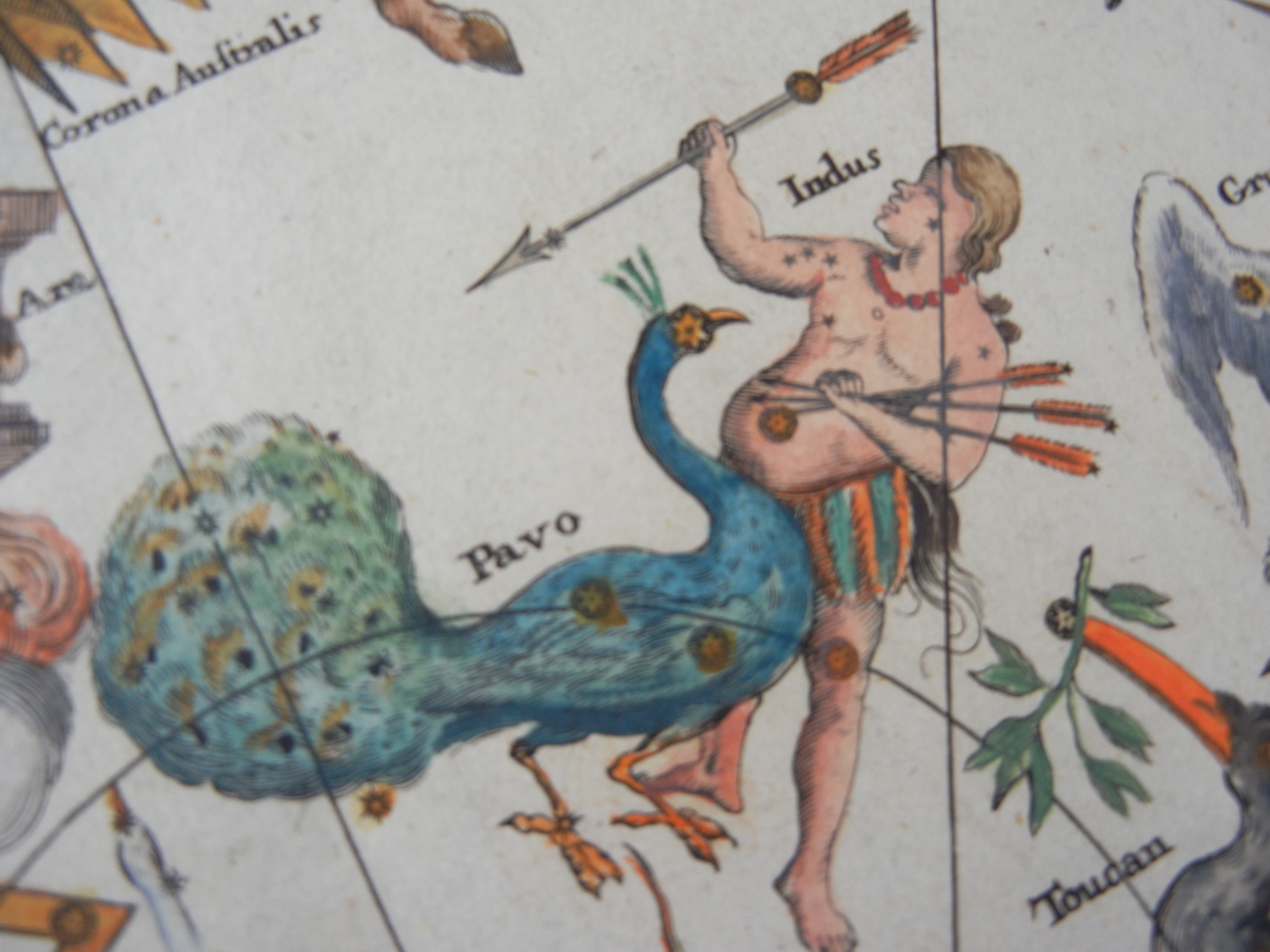
TLas constelaciones de Pavo e Indo, presentadas en la carta del Hemisferio Celeste del Sur por Johann Gabriel Doppelmayr en su Atlas Coelestis, c. 1742

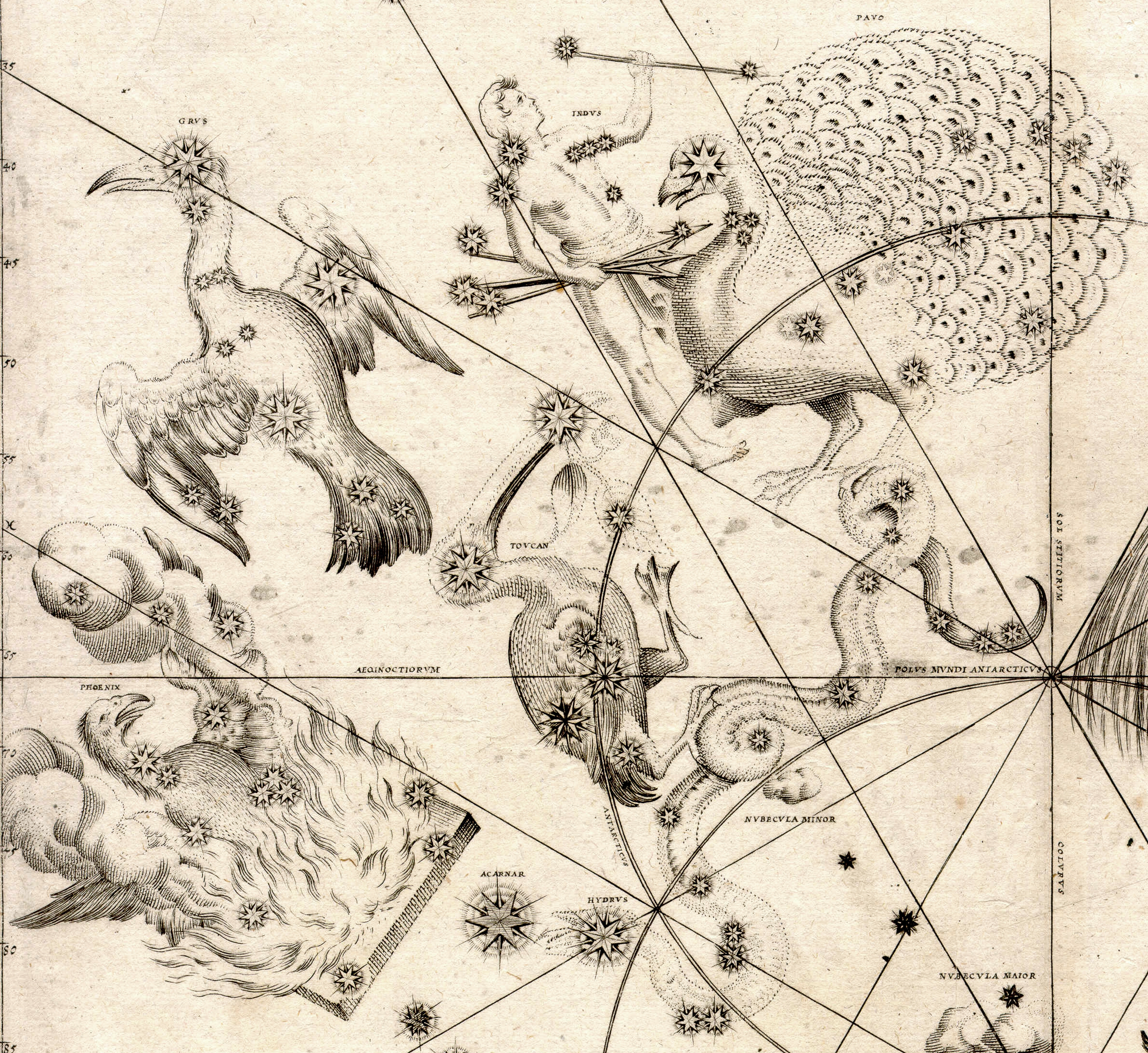
Pavo (arriba a la derecha), con las otras aves del sur, en su primera aparición en un atlas celeste, Uranometria de Johann Bayer.

Pavo fue una de las doce constelaciones establecidas por Petrus Plancius a partir de las observaciones del cielo del sur por los exploradores Pieter Dirkszoon Keyser y Frederick de Houtman, quienes habían navegado en la primera expedición comercial holandesa, conocida como Eerste Schipvaart, a las Indias Orientales. Apareció por primera vez en un globo celeste de 35 cm (14 pulg.) De diámetro publicado en 1598 en Ámsterdam por Plancius con Jodocus Hondius. La primera representación de esta constelación en un atlas celeste fue en Uranometria del cartógrafo alemán Johann Bayer de 1603. De Houtman lo incluyó en su catálogo de estrellas del sur el mismo año bajo el nombre neerlandés De Pauww, "The Peacock". Pavo y las constelaciones cercanas Phoenix, Grus y Tucana se denominan colectivamente «Aves del Sur».

### El pavo real en la mitología griega.
Según Mark Chartrand, exdirector ejecutivo del Instituto Nacional del Espacio, Plancius podría no haber sido el primero en designar a este grupo de estrellas como un pavo real: «En el mito griego, las estrellas que ahora son el pavo real fueron Argos, constructor de la nave Argo. La diosa Juno lo colocó en el cielo junto con su nave». «De hecho, el pavo real simbolizaba el firmamento estrellado para los griegos», y se creía que la diosa Hera conducía a través de los cielos en un carro tirado por pavos reales.
El pavo real y la nomenclatura Argus también son prominentes en un mito diferente, en el que Io, una bella princesa de Argos, fue codiciada por Zeus (Júpiter). Zeus convirtió a Io en una novilla para engañar a su esposa (y hermana) Hera y a una pareja con ella. Hera vio a través del esquema de Zeus y pidió la novilla como regalo. Zeus, incapaz de rechazar una solicitud tan razonable, le dio a regañadientes la novilla a Hera, quien rápidamente desterró a Io y apostó a Argos Panoptes, una criatura con cien ojos, para proteger a Io, ahora embarazada, de Zeus. Mientras tanto, Zeus rogó a Hermes que salvara a Io; Hermes usó la música para calmar a Argos Panoptes para dormir, luego lo mató. Hera adornó la cola de un pavo real, su ave favorita, con los ojos de Argos en su honor.
Como se relata en Las metamorfosis de Ovidio, la muerte de Argos Panoptes también contiene una referencia celestial explícita: «Argos yacía muerto; tantos ojos, tan brillantes, apagados, y todos los cien envueltos en una noche. Saturnia [Juno] recuperó esos ojos para colocarlos en su lugar entre las plumas de su ave [el pavo real, Pavo] y llenó su cola con joyas estrelladas ".
Es incierto si los astrónomos holandeses tenían en mente los mitos griegos al crear Pavo pero, de acuerdo con otras constelaciones introducidas por Plancius a través de Keyser y De Houtmann, el «pavo real» en la nueva constelación probablemente se refiera al pavo real verde, que los exploradores habría encontrado en las Indias Orientales, en lugar del pavo real azul conocido por los antiguos griegos.

### Equivalentes en otras culturas.
Los habitantes de Wardaman del Territorio del Norte en Australia vieron a las estrellas de Pavo y la constelación vecina de Ara como zorros voladores.

## Características

### Estrellas

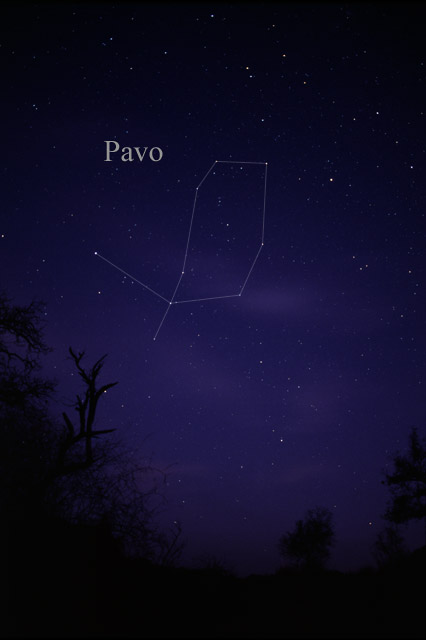
La constelación de Pavo como puede verse a simple vista.

Aunque representó a Pavo en su carta, Bayer no asignó a sus estrellas las designaciones de Bayer. El explorador y astrónomo francés Nicolas-Louis de Lacaille los etiquetó de Alfa a Omega en 1756, pero omitió Psi y Xi, y etiquetó dos pares de estrellas muy cerca de Mu y Phi Pavonis. En 1879, el astrónomo estadounidense Benjamin Gould designó a una estrella Xi Pavonis cuando sintió que su brillo justificaba un nombre, pero dejó caer a Chi Pavonis debido a su debilidad. 
Cerca de la frontera norte de la constelación con Telescopium está Alpha Pavonis, la estrella más brillante de Pavo. Su nombre propio, Peacock, es una traducción al inglés del nombre de la constelación. Fue asignado por la Oficina del Almanaque Náutico de la majestad británica a fines de la década de 1930; la Royal Air Force insistió en que todas las estrellas brillantes deben tener nombres, ya que hasta ahora la estrella carecía de un nombre propio. Alpha tiene una magnitud aparente (o visual) de 1.91 y un tipo espectral B2IV. Es un sistema binario espectroscópico, una estimación que coloca la distancia entre el par de estrellas como 0.21 unidades astronómicas (UA), o la mitad de la distancia entre Mercurio y el Sol. Las dos estrellas giran entre sí en tan solo 11 días y 18 horas. El sistema estelar se encuentra a unos 180 años luz de la Tierra. 
Con una magnitud aparente de 3,43, Beta Pavonis es la segunda estrella más brillante de la constelación. Un gigante blanco de la clase espectral A7III, es una estrella envejecida que ha agotado el combustible de hidrógeno en su núcleo y se ha expandido y enfriado después de abandonar la secuencia principal. Se encuentra a 135 años luz del sistema solar. 
A unos pocos grados al oeste de Beta está Delta Pavonis, una estrella cercana parecida al Sol pero más evolucionada; este es un subgigante amarillo de tipo espectral G8IV y magnitud aparente 3.56 que está a solo 19.9 años luz de distancia de la Tierra.  Al este de Beta y en la frontera este de la constelación con el Indo se encuentra Gamma Pavonis, una estrella más débil de tipo solar a 30 años luz de la Tierra con una magnitud de 4.22 y clase estelar F9V. Otras estrellas cercanas en Pavo son mucho más débiles: SCR 1845-6357 (la estrella más cercana en Pavo) es un sistema binario con una magnitud aparente de 17.4 que consiste en una enana roja y una enana marrón que se encuentran a una distancia de 12.6 años luz, mientras que Gliese 693 es una enana roja de magnitud 10,78 situada a 19 años luz de distancia. 
Pavo contiene varias estrellas variables de nota. Lambda Pavonis es una variable brillante brillante que varía entre las magnitudes 3.4 y 4.4; esta variación se puede observar a simple vista. Clasificada como una variable Gamma Cassiopeiae o estrella cáscara, es de tipo espectral B2II-IIIe y se encuentra a unos 1430 años luz de distancia de la Tierra. Kappa Pavonis es una variable de W Virginis, una subclase de la Cepheid Tipo II. Su rango varía de 3,91 a 4,78 durante 9 días y es un supergigante amarillo-blanco que pulsa entre las clases espectrales F5I-II y G5I-II. NU y V Pavonis son estrellas gigantes rojas rojas semirregulares pulsantes. NU tiene un tipo espectral M6III y varía de magnitud 4.9 a 5.3,  mientras que V Pavonis varía de magnitud 6.3 a 8.2 durante dos períodos de 225.4 y 3735 días simultáneamente. V es una estrella de carbono de tipo espectral C6,4 (Nb) con un prominente matiz rojo. 
Ubicados en el oeste de la constelación y que representan la cola del pavo real están Eta y Xi Pavonis. A una magnitud aparente 3.6, Eta es un gigante naranja luminoso de tipo espectral K2II a unos 350 años luz de la Tierra. Xi Pavonis es un sistema de estrellas múltiples visible en pequeños telescopios como una estrella naranja más brillante y un compañero blanco más débil.  Ubicado a unos 470 años luz de la Tierra, el sistema tiene una magnitud de 4.38. AR Pavonis es un binario eclipsante, débil pero bien estudiado, compuesto por una estrella roja gigante y más caliente, a unos 18 000 años luz de la Tierra. Tiene algunas características de una variable cataclísmica, el componente más pequeño que probablemente tenga un disco de acreción.  La magnitud visual varía de 7.4 a 13.6 durante 605 días.

### Gemelo solar
La estrella HD 186302 ubicada eb RA 19h 38 '24 ″ Dic -70 ° 26 ′ 0 ″ mag 8.4, reside dentro de Pavo a una distancia de aproximadamente 184 años luz del sistema solar. En noviembre de 2018, HD186302 es solo la segunda estrella identificada como hermana solar, esta es particularmente parecida al Sol, el mismo espectro G2, prácticamente la misma masa, con un espectro doble que revela una metalicidad idéntica.
La primera estrella identificada como hermana solar en mayo de 2014, HD 162826, dentro de Hércules es una estrella de secuencia principal tipo F algo más poderosa que el Sol, con una masa 15% mayor.

### Sistemas planetarios y discos de escombros.
Se han encontrado seis estrellas con sistemas planetarios. Se han descubierto tres planetas en el sistema de la estrella naranja HD 181433, una super-tierra interior con un período orbital de 9,4 días y dos gigantes gaseosos exteriores con períodos de 2.6 y 6 años respectivamente. HD 196050 y HD 175167 son estrellas amarillas parecidas al Sol de clase G, mientras que HD 190984 es una estrella de la secuencia principal de clase F ligeramente más grande y más caliente que el Sol; los tres están acompañados por un compañero gigante de gas. HD 172555 es una joven estrella blanca de secuencia principal tipo A, cuyos dos planetas parecen haber tenido una colisión importante en los últimos miles de años. La evidencia espectrográfica de grandes cantidades de gas de dióxido de silicio indica que el más pequeño de los dos, que tenía al menos el tamaño de la luna de la Tierra, fue destruido, y el más grande, que era al menos el tamaño de Mercurio, resultó gravemente dañado. La evidencia de la colisión fue detectada por el telescopio espacial Spitzer de la NASA. En el sur de la constelación, Epsilon Pavonis es una estrella de secuencia principal blanca de magnitud 3.95 de tipo espectral A0Va ubicada a unos 105 años luz de la Tierra. Parece estar rodeado por un anillo de polvo estrecho a una distancia de 107 UA.

### Objetos de cielo profundo

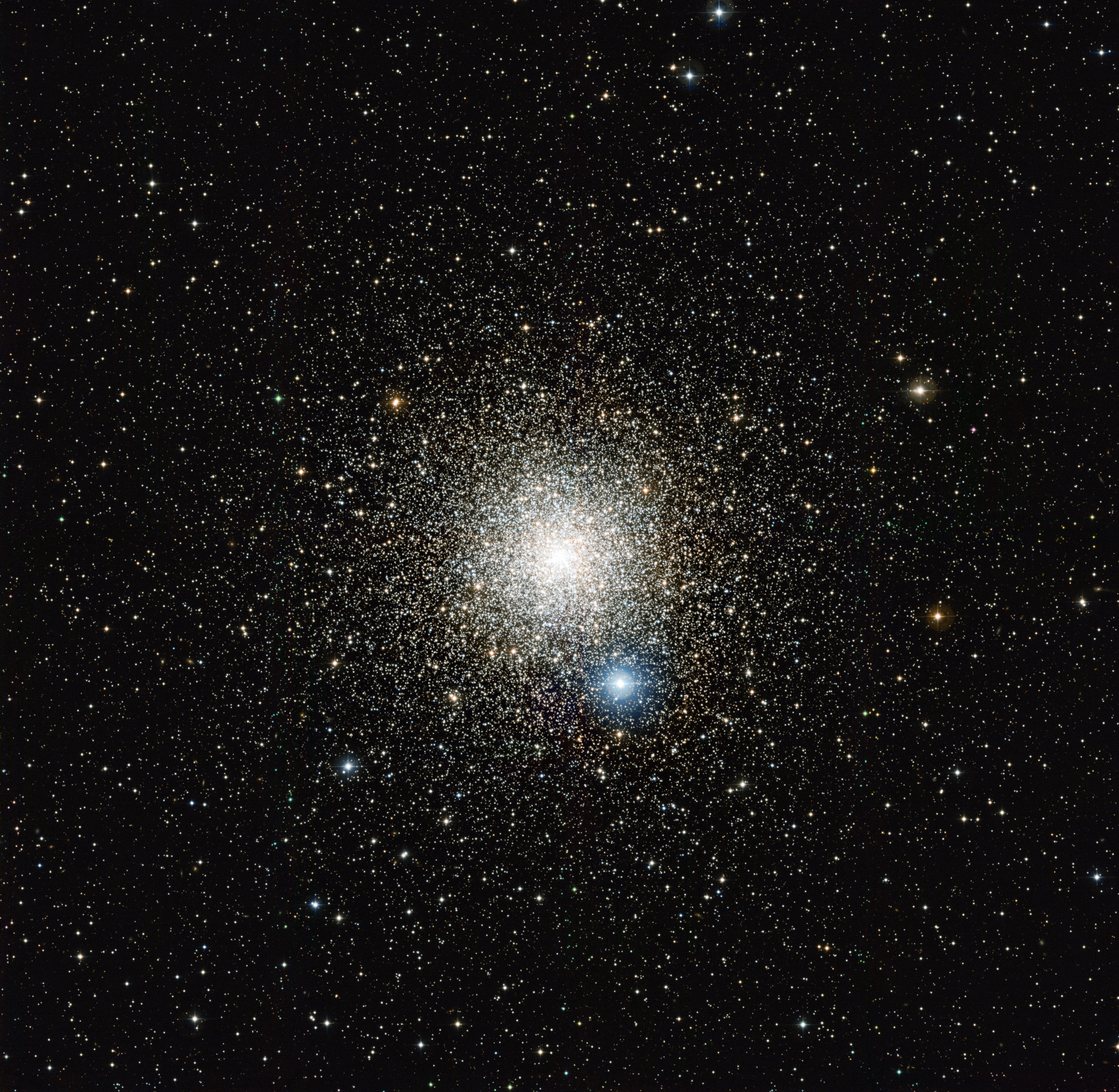
El cúmulo globular NGC 6752 contiene un estimado de 100,000 estrellas.

Los objetos de cielo profundo en Pavo incluyen NGC 6752, el tercer cúmulo globular más brillante del cielo, después de 47 Tucanae y Omega Centauri. Se estima que con 100 años luz de diámetro, contiene 100.000 estrellas. A tres grados hacia el sur se encuentra NGC 6744,  una galaxia espiral a unos 30 millones de años luz de la Tierra que se parece a la Vía Láctea, pero tiene el doble de su diámetro. Una supernova tipo 1c fue descubierta en la galaxia en 2005;  conocida como SN2005at, alcanzó su punto máximo en magnitud 16.8 La galaxia enana IC 4662 se encuentra a 10 minutos de arco al noreste de Eta Pavonis, y tiene una magnitud de 11.62.  Ubicado a solo 8 millones de años luz de distancia, tiene varias regiones de alta formación estelar.  La galaxia IC 4965 de magnitud 14 se encuentra a 1.7 grados al oeste de Alpha Pavonis, y es un miembro central del Supercluster Shapley. 

### Lluvias de meteoros
Pavo es el radiante de dos lluvias de meteoros anuales: el Delta Pavonids y August Pavonids. Apareciendo del 21 de marzo al 8 de abril y en general alcanzando el 5 y el 6 de abril, se cree que Delta Pavonids está asociado con el cometa Grigg-Mellish. La lluvia fue descubierta por Michael Buhagiar de Perth, Australia,  que observó meteoritos en seis ocasiones entre 1969 y 1980.  Los picos de agosto alcanzan su punto máximo alrededor del 31 de agosto y se cree que están asociados con el Cometa Levy de tipo Halley (P / 1991 L3).

## Estrellas

### Estrellas principales
- α Pavonis (Peacock), la estrella más brillante de la constelación con magnitud +1,94, es una estrella binaria espectroscópica de color azul a 183 años luz de distancia.
- β Pavonis, estrella blanca de magnitud 3,43.
- γ Pavonis, enana amarilla de magnitud 4,21 a 30 años luz del sistema solar. Algo más caliente y significativamente más antigua que el Sol, es uno de los objetivos prioritarios dentro de la búsqueda de planetas terrestres.
- δ Pavonis, de magnitud 3,55, estrella amarilla de la secuencia principal o subgigante a sólo 20 años luz de distancia.
- ε Pavonis, estrella blanca de la secuencia principal de magnitud 3,95.
- ι Pavonis, enana amarilla situada a 58 años luz de distancia.
- κ Pavonis, estrella variable W Virginis, cuyo brillo varía entre magnitud entre 3,91 y 4,78.
- π Pavonis, estrella peculiar de magnitud 4,33.
- φ Pavonis, denominación que engloba dos estrellas distintas: φ1 Pavonis, estrella de magnitud 4,8 rodeada por un disco circunestelar de polvo, y φ² Pavonis, enana amarilla con un planeta no confirmado orbitando alrededor.
- X Pavonis, gigante roja y variable semirregular.
- HD 172555, estrella blanca en donde se piensa que colisionaron dos planetesimales a gran velocidad.
- HD 181433, enana naranja con un planeta extrasolar tipo «supertierra» y un planeta joviano.
- HD 189567, análogo solar de magnitud 6,07.
- SCR 1845-6357, sistema formado por una enana roja y una enana marrón a 12,57 años luz de distancia del sistema solar.
- Gliese 693, enana roja a 19 años luz de distancia.
- PSR B1906-59, púlsar binario cuya acompañante es una enana blanca.

### Otras estrellas condesignación Bayer
- ζ Pav 4.01; θ Pav 5.71; η Pav 3.61; λ Pav 4.22; μ1 Pav 5.75; μ2 Pav 5.32; ν Pav 4.63; ξ Pav 4.35; ο Pav 5.06; ρ Pav 4.86; σ Pav 5.41; τ Pav 6.25; υ Pav 5.14; ω Pav 5.14

## Objetos notables de cielo profundo
- NGC 6752, espectacular cúmulo globular a 13 000 años luz, el tercer cúmulo globular más grande en tamaño aparente.
- NGC 6744, similar a la Vía Láctea, es una de las galaxias espirales más grandes observadas. Está situada 3.º al sureste de λ Pavonis.
- NGC 6782, galaxia espiral barrada.

## Historia

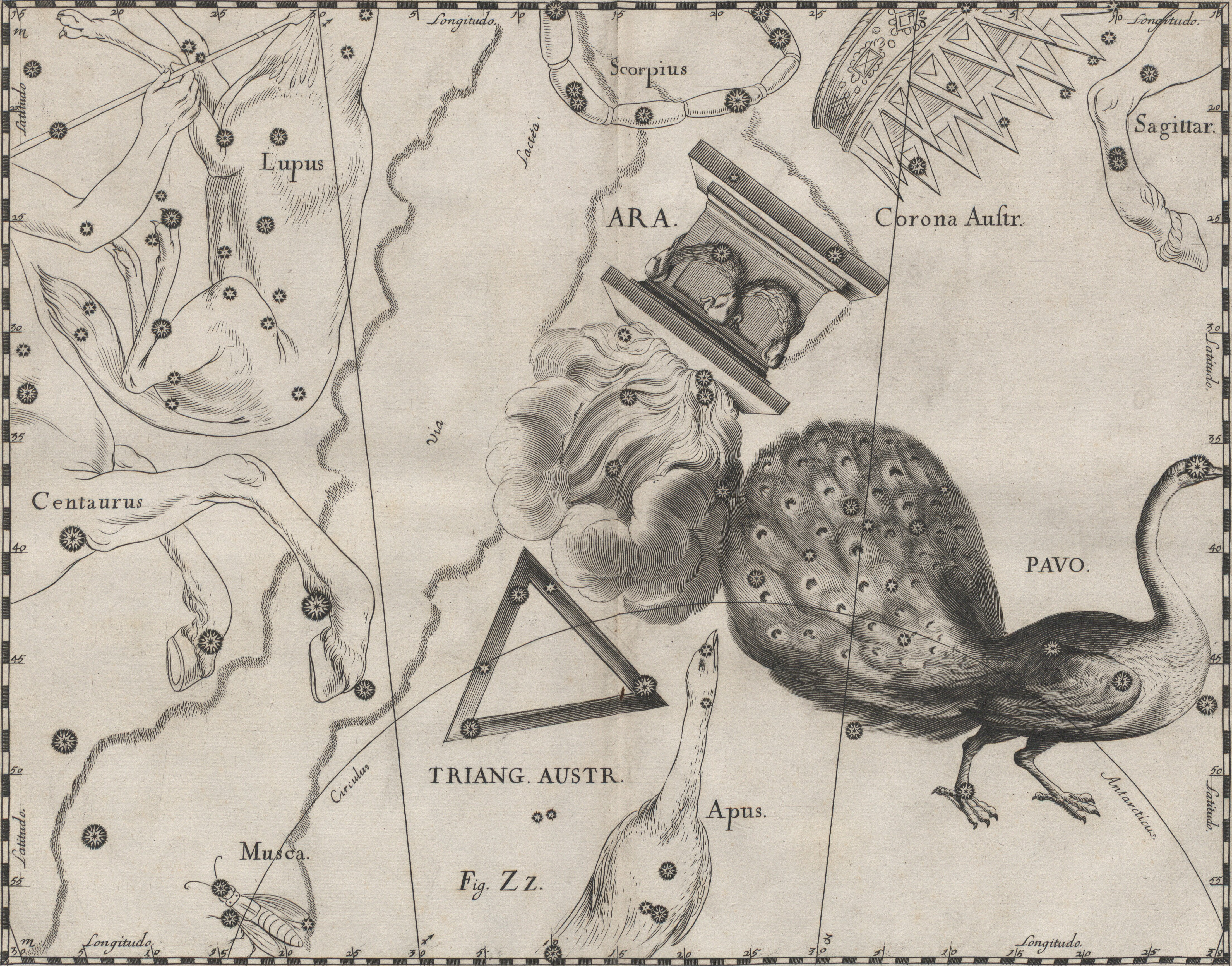
Constelaciones del Altar y del Pavo Real.

Dado que fue creada en el siglo XVII y no fue visible para culturas mediterráneas, no hay mitología asociada a esta constelación.